# Минко, Евгений Владимирович
Евге́ний Влади́мирович Минко́ (укр. Євген Володимирович Мінко; род. 30 июля 1983) — украинский писатель и журналист, куратор художественных проектов. Автор книг «Хуаянь», «Я, Анна Чиллаг», «Парресия» и других. Главный редактор журнала «Телекритика» в 2007—2010 гг. 

## Карьера в журналистике
С начала 2000-х годов статьи Евгения Минко на культурные и политические темы публикуются в изданиях «Критика», «День», «Компаньон» и других.
В 2006 году стал редактором международного еженедельника «Профиль». Главным редактором издания был Дмитрий Быков, среди авторов журнала — Михаил Веллер, Александр Кабаков, Виктор Шендерович, Сергей Капица.
В 2007 году Евгений Минко стал главным редактором ежемесячного журнала «Телекритика» — единственного украинского печатного СМИ, посвященного вопросам медиа. Вел авторскую колонку на одноименном сайте.
Был автором расследования сотрудничества Украинской православной церкви Московского патриархата с украинскими пиар-агентствами.
В 2008 году опубликовал расследование информационной кампании в международных СМИ о якобы массовой продаже в Киеве кукол Адольфа Гитлера, популярных среди украинских приверженцев нацизма. Материалы о продаже кукол, основанные на репортаже Первого канала России, появились на сайтах Би-би-си и Deutsche Welle. После выхода публикации Минко Deutsche Welle удалила свой оригинальный материал и опубликовала интервью с главредом «Телекритики», разъясняющее происхождение сомнительной информации. Би-би-си также удалила свою версию материала и начала служебную проверку по его поводу.

После того как в 2009 году украинский прокат фильма Саши Барона Коэна «Бруно» был запрещен Министерством культуры, в комментарии журналу TIME Минко выступил с критикой скандального запрета:
«Фильм является сатирой на нетолерантное отношение к гомосексуальности, так что высмеивает как раз подобных чиновников. Они этого не поняли. Интерпретация фильма комиссией [Министерства] по сути и является пародией».
Также выступал против деятельности Национальной экспертной комиссии Украины по вопросам защиты общественной морали. Одесский журналист Григорий Кваснюк назвал позицию Минко немотивированной:
«Не беспокойтесь, Минко, никто не запретит вашу любимую порнографию и ваших любимых извращенцев! Дядя Сэм не позволит — ему надо куда-то сбывать американский мусор, ему выгодно развращать и оболванивать бывших граждан СССР».

В 2008 году на обложке «Телекритики» публикуется портрет болгарского телеведущего и певца Азиса. Увидев этот номер журнала, Алена Долецкая, бывшая тогда главным редактором российского Vogue, предложила Азису провести фотосессию для своего издания.

В 2008 году журнал «Шо» публикует поэму Евгения Минко «Кто выродил кризис», посвященную причинам экономического кризиса 2008—2009 гг.
В 2009 году был автором и соведущим программы «Телятина», выходящей на сайте «Телекритика». В 2009 году под руководством Минко был разработан новый формат журнала «Телекритика». По словам главного редактора, формат был вдохновлен изданиями Adbusters и «Крокодил»:
«Так начался настоящий дурдом и самый захватывающий период в моей журналистской карьере. Журнал мы сделали куда более скептичным по отношению к масс-медиа как к точке приложения человеческих усилий, да и вообще максимально повысили градус иронии к происходящему на Земле. Особенно сосредоточившись на скудоумии политического и медиа-истеблишмента, да убогости мира чистогана. Если и до того мы позволяли себе немало веселого (вроде публикации интервью с пирамидой Ю Шинсе о судьбах телевидения, или же кровожадный рассказ Анатолия Ульянова о встрече Савика Шустера с мясником, жаждущим попасть в элиту), то уж после, с позволения сказать, ребрендинга и вовсе ни в чем не себе отказывали». — о новом формате журнала «Телекритика»
Накануне президентских выборов 2010 года назвал избирательную кампанию Юлии Тимошенко фарсовой копией сталинизма, а кампанию Виктора Януковича «Услышу каждого» − пародией на рекламу слуховых аппаратов . Тогда же Минко заявил, что украинское общество скатывается в консервативный экстремизм и призвал бороться с этой тенденцией актами гражданского неповиновения:
Необходимы неожиданные и жесткие столкновения с теми, кто нарушает личные свободы и права — будь то коррумпированные органы правопорядка, политические и журналистские проститутки на содержании богатых воров или поборники «морального» образа жизни. Кажется, уже лишь так можно заставить украинский социум задуматься над основами жизни в режиме свободной интеллектуальной, культурной, сексуальной автономии, а не той экономической и политической деспотии, в которой мы находимся очень много лет. И в ходе этих столкновений нужно полностью избегать сотрудничества со СМИ.
В 2010 году Минко покинул пост главного редактора «Телекритики». Сам журнал вскоре был закрыт. 
«В феврале 2010-го журнал был фактически переведен в искусственную кому, после чего мне пришлось его оставить. Та ситуация была достаточно печальной и из-за других факторов, приведших к тяжелым личным разочарованиям. Потерпел крушение и тот идеализм, без которого было бы далее невозможно выпускать журнал, обличающий ложь и пороки общественного строя». — о причинах ухода из «Телекритики»
В 2010—2011 гг. был автором проекта «Усатый нянь» на сайте «Медианяня».
В 2010 г. был одним из соведущих программы «Красиво» на Первом национальном канале, покинул проект из-за разногласий с редакционной политикой.

## Современное искусство

### Галерея Марата Гельмана в Киеве
В 2002—2003 гг. Евгений Минко работал пресс-секретарем галереи Марата Гельмана в Киеве. Освещал в СМИ начало работ по созданию первого музея современного украинского искусства, проект которого разрабатывала галерея Гельмана совместно с Виктором Пинчуком (в 2006 году Фонд Виктора Пинчука открыл в Киеве PinchukArtCentre уже без участия галереи Гельмана).

### «Призывание Кармапы»
Первый кураторский проект Евгения Минко «Призывание Кармапы» был представлен в галерее L-Art (Киев) в октябре 2003 года. Выставка была организована совместно с Украинским объединением буддистов школы Карма Кагью и сочетала ритуальное буддийское искусство с работами современных художников: Владимира Будникова, Ильи Чичкана, Александра Гнилицкого, Юрия Никитина, Виктора Покиданца, Ксении Гнилицкой.
Организаторы выставки называли ее приглашением посетить Украину, адресованным главе школы тибетского буддизма Карма Кагью, Его Святейшеству XVII Гьялва Кармапе Тринле Тхае Дордже. Название проекта обыгрывало название буддийской молитвы «Призывание ламы издалека».
В 2004 году материалы выставки были переданы Кармапе. В период Оранжевой революции Кармапа сообщил украинским паломникам, что думает об Украине во время медитаций. Выставку он назвал неординарным способом обратиться с похвалой ко всей линии Кармап.

XVII Кармапа впервые посетил Украину спустя два года после выставки, в 2005 году. 
«Вчера впервые на постсоветское пространство прибыл и выступил с лекцией один из трех тибетских лам Его Святейшество XVII Кармапа Тринлей Тхайе Дордже. Пообщаться с живым воплощением Будды в киевском дворце «Украина» собралось около двух тысяч человек.
Кармапа, официальные титулы которого «живой Будда» и «повелитель кармы», является лидером одной из старейших главных школ тибетского буддизма Карма Кагью. Сама школа возникла в XII веке, а с XIII века вероучение Карма Кагью является традиционным в автономной республике Калмыкия.
На Украине школа Карма Кагью насчитывает более тысячи членов и является самой крупной буддистской организацией. Именно большое количество последователей школы, по словам пресс-секретаря Киевского буддистского центра Виктории Онищенко, стало причиной включения Киева в список городов европейского тура Кармапы. Кроме того, по словам госпожи Онищенко, Украина привлекла Кармапу «нормальным отношением властей к буддистскому вероучению и небольшими размерами, поскольку в Киев смогут приехать буддисты со всей страны».

Между тем, два года назад украинские буддисты уже приглашали Кармапу, для чего была организована художественная выставка «Призывание Кармапы». Каталог выставки был отвезен в Гималаи в резиденцию Его Святейшества, и, по неофициальной версии, именно это стало причиной его визита на Украину, поскольку, по его словам, он очень интересуется современной европейской живописью». — газета «Коммерсантъ-Украина» о приезде Кармапы в Киев
В 2009 году Кармапа повторно посетил Украину и провел ретрит для практикующих буддистов в селе Минковка.
Картина Ильи Чичкана «Оно», впервые представленная на выставке «Призывание Кармапы», в 2008 году была продана на аукционе Phillips de Pury за рекордную тогда для украинского арт-рынка сумму в $80 000.

### «Комплектация» и «Пурификация»
Осенью 2004 года в Киеве Евгений Минко провел два проекта в составе кураторской группы «Хазария» (совместно с Константином Дорошенко). «Комплектация» была организована при участии лейбла экспериментальной музыки Nexsound.
Проект «Пурификация» был представлен в зале Национального союза художников между двумя турами президентских выборов на Украине. Газета «Зеркало недели» назвала выставку «примером модерного кураторства».

## Книги

### «Диалоги животных»
В 2011 году вышла совместная книга Евгения Минко и главного редактора журнала «Публичные люди» Натальи Влащенко «Диалоги животных», посвященная различным аспектам жизни человечества. Презентация книги прошла в Национальном научно-природоведческом музее НАН Украины.
«Два нетерпимых к человечеству журналиста посвятили несколько вечеров обсуждению жизни нашей цивилизации. Выводы оказались вполне разумными − животный мир куда более красив, тонок и утончен, чем человеческий. (…) На презентации книги Евгений Минко провел весь вечер на стуле молча, таким образом призывая все человечество последовать его примеру и закрыть рот. Все желающие могли сесть напротив для того, чтобы поделиться своей радостью, печалью, или просто помолчать».

«Евгений Минко (…) выступил экспонатом презентации: сидел на стуле в элегантном костюме и отказывался разговаривать. Чучела тюленей на заднем плане эффектно подчеркивали его стройность. В особо радостные моменты Минко улыбался глазами и приглашал жестом людей посидеть напротив, помолчать и подумать о бренном. Некоторые пытались разговорить Евгения, подносили ему цветы, падали на колени. В результате к Минко образовалась веселая очередь из людей с тарталетками».

### «Ким Шамбуей: абсолют эпохи»
В 2012 году вышла книга «Ким Шамбуей: абсолют эпохи». В аннотации сказано, что книга посвящена «великому мастеру сакрального изящества».

### «Хуаянь»
В 2015 году вышла первая художественная книга Евгения Минко — сатирическая повесть «Хуаянь». По словам автора, книгу он писал в течение шести лет: 
«Это попытка совладать с той ситуацией схизиса, расщепления, в которой мы живем. Смотрите, мы видим в последние годы, с одной стороны, отчаянную борьбу за демократию и военный героизм украинцев. С другой стороны, украинцы вряд ли стали меньше харкать на улицах, обклеивать дома уродливыми утепляющими плитами и занимать автомобилями все тротуары в стране. Есть ли этому объяснение? Я попробовал его отыскать с помощью философского наследия буддийской школы хуаянь. И в итоге вышел на тезис о том, что Украина это и есть хуаянь».

Журнал XXL назвал «Хуаянь» самой скандальной украинской книгой года.
В то же время критик Назар Шешуряк назвал «Хуаянь» буйной и яркой графоманией:

«Хуаянь» — повесть о политтехнологиях, дзенской конспирологии, холодном дыхании истории и утробном хохоте временности. Богемный журналист присоединяется к команде пиарщиков президента Украины, быстро становится частью буддистско-масонского заговора и без особого удивления следит за закулисьем реальности. (…) Все это, безусловно, графомания. Буйная, яркая, талантливо написанная, местами по-настоящему смешная — но графомания. (…) Воспринимать «Хуаянь» всерьез невозможно и не нужно. Этим она и интересна, несмотря на свою безнадежную трэшевость, чрезмерную манерность и самовлюбленную желчность»
.
Владимир Шелухин в рецензии для журнала «Критика» отметил, что «Хуаянь» своим появлением опоздала на несколько десятков лет: 
Повесть написана в подчеркнуто пародийном стиле. В придумывании химерных имен персонажей узнается манера Антона Чехова, разве что в более радикализированной версии, а в самих персонажах угадываются реальные прототипы. (…) Перескакивая от саркастичных диалогов политтехнологов и манипуляций журналистов к оргиастическим гулянкам и высмеиванию коррумпированных чиновников и церкви, автор делает явным все то, что хорошо известно каждому украинцу. Однако не более.
Эта повесть опоздала на двадцать лет. От ее стилистики, проблематики и смысловых акцентов веет Юрием Андруховичем времен «Московиады» или Александром Ирванцом времен «Очамымри». (…) Мы смакуем собственное остроумие там, где критично необходима серьезность, и впадаем в абстрактное резонерство там, где есть конкретика трагедий. Эта повесть не провальна, но ее время ушло. (…) Перед нами выразительно предстает интеллектуальный ландшафт современной Украины. Не всей, но части – той, которая была порождена химерностью 1990-х, или, как говорят социологи, двойной институционализацией, своего рода системной шизофренией. Изолированные интеллектуалы научились подавать свою оторванность от реальности, свою маргинальность тонко и со вкусом – как преимущество, дающее ощущение превосходства над плебсом, ощущение дистанции от заангажированных сторон конфликта.

### «Я, Анна Чиллаг»
1 ноября 2016 года было объявлено о выходе новой книги Минко «Я, Анна Чиллаг». Книга создана в соавторстве с фотографом Валерием Милосердовым и посвящена персонажу рекламы средств для волос начала XX века. Сообщалось, что книга не поступит в широкую продажу и приобрести ее можно будет лишь во время специального перформанса в фонде «Изоляция» 30 ноября 2016 г. При этом те экземпляры книги и фотографии Милосердова, которые не приобрели посетители, были сожжены. 
«Я, Анна Чиллаг» будет представлена в ходе выставки фотографий Валерия Милосердова, являющихся визуальной частью издания, и доклада Евгения Минко «Шизофрения и XX век». Как говорят авторы, «книга окажется заложником экономических отношений с аудиторией. Это параллель с нынешним статусом человека как объекта ― поскольку каждый из нас в любой момент своей жизни является заложником как экономики, так и глобальной системы власти, насилия и терроризма».

Книгу, вышедшую на русском и украинском языках, можно будет приобрести только в этот день. «Я, Анна Чиллаг» посвящена Вадиму Рудневу ― философу, автору многочисленных работ по семиотике и психопатологии, исследователю связей безумия и культуры. Руднев назвал произведение Минко и Милосердова «прекрасной, страшной книгой».
После акции ее видео и фотодокументация, а также пепел, оставшийся от сожженных книг, были выставлены на специальной экспозиции. Одна из колб с пеплом была украдена из галереи в первый день выставки.
«В справке о писателе сказано, в частности, так: «Автор многочисленных статей, посвященных проблемам Реального», хотя из содержания книги скорее получается, что именно Реальное и является проблемой. Даже не в философском, а в бытовом смысле. Реальное – это нечто, мешающее нам жить. Почти как заноза в пальце или кость в горле. Нам, не автору – он, вопреки своему отвращению, смирился и сжился с Реальным, а собственное неудовольствие превратил в перформативное действо, которое целиком можно продавать. (…) Визуальное сопровождение текста обеспечивают кадры Валерия Милосердова – фотографа, получившего признание благодаря документальной хронике. (…) Фотографии, на которых запечатлены нищие в метро, потерявший сознание солдат на параде, взрывы, аварии и мелкие радости жизни стали своего рода постскриптумом к эпохе, с которой мы прощаемся, но в наследство от которой получаем кучу барахла и головную боль. В терминах Жана Бодрийяра, который, очевидно, близок мировоззрению Минко, это можно назвать историей «неприсоединенных»: брошенных, обездоленных, травмированных. Они как бы существуют (во всяком случае, на фотографиях), но на самом деле их нет (в тексте – ни единого слова). И такое удивительное противоречие наилучшим образом свидетельствует об эпохе, Реальное которой претендует постичь эта книга» – из рецензии В. Шелухина в журнале «Критика». 
По завершении выставки авторы книги выслали образцы пепла Национальной библиотеке им. В. Вернадского, Парламентской библиотеке и Национальному музею литературы Украины для архивации. В сопроводительном письме Минко и Милосердов написали, что современный мир не предусматривает существование печатных книг и предложили называть их термином Уилфреда Биона «странный объект»:
«Странный объект не является сознательным или бессознательным, спящим или бодрствующим, живым или мертвым. Он провоцирует чувство страха, тревоги, глубинной трагедии реальности. И поэтому сегодня сожжение книг кажется единственным социально приемлемым методом их потребления». 
Писатель и критик Игорь Бондарь-Терещенко назвал книгу «Я, Анна Чиллаг» самым удивительным явлением сезона в украинской литературе: 
«Образ Чиллаг был известен жителям всех империй, в которых в течение нескольких десятилетий постоянно печаталась газетная реклама этих средств. Собственно, по такому же принципу и построена книга. Каждая история начинается с исповеди очередного героя, напоминающей «парфюмерный» оригинал. Так, например, к нам неожиданно обращается Валери Соланас, которая стреляла в Энди Уорхола, а следом – Жан, что вполне может быть Бодрийяром, известным адептом поп-науки нашего настоящего. И объединяет все эти рассказы, иллюстрированные историей XX века в фотографиях Валерия Милосердова, именно образ Анны Чиллаг. «Когда древние монархии покрылись коростой трещин, – напоминает она о силе рекламы, – я оказалась тем клеем, что некоторое время сохранял единство Старого Света».
В 2018 году лекция Минко и Милосердова о книге открыла VIII Книжный Арсенал.

### «Парресия»
В мае 2021 года издательство журнала «Радуга» объявило о выходе сборника эссе Минко «Парресия». В название вынесен древнегреческий термин, означающий истинную речь. Среди тем книги — сталинский террор, расцвет и разгром художественного авангарда, театр Беккета и Уилсона, искусство Родена и Савадова, Олимпиада и шизофрения, использование цифровых технологий тоталитарными режимами и необходимость сопротивления ради будущего человека.
«Подрывной потенциал мысли и литературы — важнейшая повестка дня в начале XXI века. Ведь сегодня наше существование насыщено производимой в промышленных масштабах ложью, магическим мышлением, социопатичными вождями политики и экономики. Все эти факторы работают на приближение конца цивилизации — который и без того приветливо мерцает на нашем горизонте.

Позицией любого мыслящего субъекта в нынешней ситуации оказывается бескомпромиссная борьба с царящими нравами, доксой. Как, впрочем, было и будет во все времена, пока существует человек. Именно это является основной мыслью «Парресии» — трагичной, злой, но и веселой книги, посвященной бесстрашию истины пред ликами насилия и несвободы», — Евгений Минко о книге «Парресия».

## Отзывы
Медиа-активист Анатолий Ульянов назвал Евгения Минко единственным восхищающим его украинским журналистом:
«[Минко] удается писать так, как нацистскому врачу брать анализы у еврея, − мы ощущаем, с одной стороны, холод, спокойствие и профессиональную отстраненность, с другой − понимаем, что автор прямо-таки с брезгливостью относится к объекту исследования. Именно поэтому, когда Минко описывает того или иного политика, даже там, где он, казалось бы, восхваляет последнего, мы, читатели, понимаем, что пишет он о чем-то, что гораздо хуже, чем человек. Пишет не о человеке собственно, но о какой-то глупой жабе, которая радуется собственным пузырям из паха на родном болоте».

Преподаватель Школы журналистики УКУ, писатель Отар Довженко назвал проект Минко «Усатый нянь» примером интеллектуального хулиганства в медиакритике:
«В авангардных формах медиакритики ирония и сарказм приобретают столь изысканную эфемерность, что потребитель просто не в состоянии их различить. Ярким примером здесь является публицист Евгений Минко. (…) Общаясь с неоднозначными, часто скандальными, эпатажными, а для определенного круга — комедийными персонажами журналистики и шоу-бизнеса, Евгений чередует издевательски-ироничные вопросы с проявлениями восторга, неискренность которого неочевидна разве что небольшой части зрителей. Саркастический панегирик может восприниматься многими как искренняя похвала, а переносный смысл — как прямой».
Работы Минко анализировались в академических изданиях.
После публикации сатирического материала Минко о телепрограмме Дмитрия Гордона сам Гордон назвал его отвратительным пасквилем и посоветовал автору работать над стилем, читая Ильфа и Петрова.

## Различные факты
Евгений Минко называл себя поклонником Сергея Мостовщикова. По приглашению Мостовщикова некоторое время готовил материалы для газеты «Известия».
При поддержке кураторской группы «Хазария», в состав которой входил Минко, в 2004 году в Киеве был представлен первый перевод произведений Жана Бодрийяра на украинский язык — книги «Символический обмен и смерть».
В 2011 году Минко был членом жюри литературного конкурса «Активация слова», проводимого журналом «Радуга» для русскоязычных писателей Украины. Главой жюри был российский писатель Виктор Ерофеев.
Минко является автором биографии онколога, первого министра здравоохранения независимой Украины Юрия Спиженко.
Автор интервью с Борисом Березовским, Фанни Ардан, Леонидом Парфеновым и многими другими.
Совместно с Константином Дорошенко взял последнее интервью у Ярославы Стецько – основательницы Конгресса украинских националистов и соратницы Степана Бандеры. В интервью Стецько рассказала, что встречалась с Бандерой в день его убийства агентом КГБ Богданом Сташинским.
Был режиссером короткометражного фильма The Dive, участвовавшего в совместном конкурсе франко-германского телеканала Arte и Первого национального (Украина). Тематика лент конкурса — проблемы расовой нетерпимости и защиты окружающей среды. Главный приз конкурса получил фильм Сергея Степанского «Эрик».
Евгений Минко был постоянным гостем программы «Легко быть женщиной» Первого национального канала, в которой комментировал вопросы половой жизни.

В 2015 году в интервью, посвященном выходу книги «Хуаянь», Минко заявил, что стал членом Международного общества психологических и социальных подходов к психозам:
«Медиа сегодня представляют для меня исключительно научный интерес. Как порождение человеческих психозов и, одновременно, психозогенная машина».